# Trithemis aenea
Trithemis aenea – gatunek ważki z rodziny ważkowatych (Libellulidae).